# Симоньян Маргарита Симонівна
Маргарита Симонівна Симоньян (рос. Маргарита Симоновна Симоньян; нар. 6 квітня 1980, Краснодар, РРФСР) — російська головна редакторка інформаційного агентства «Россия сегодня», керівниця телеканалу «Russia Today» і пропагандистка.
Журнал «Огонёк» поставив Маргариту Симоньян на 15-те місце в рейтингу 100 найвпливовіших жінок Росії 2014 року, а радіостанція «Ехо Москви» — на 14-те місце в аналогічному рейтингу 2015 року.
З 7 січня 2023 року перебуває під санкціями РНБО за антиукраїнську діяльність. З 2022 року Вірменія оголосила її персоною нон грата за пропагандистські висловлювання і їй заборонено в'їзд до Республіки Вірменія.

## Життєпис

### Походження й освіта
За словами Маргарити, її прабабуся пережила геноцид вірменів у Туреччині, а 1915 року з Трабзона зуміла втекти до Криму. На півострові мешкали дідусь і бабуся Симоньян по батьковій лінії. Предки по маминій лінії мешкали біля Адлера (Сочі).
Народилася 6 квітня 1980 року в Краснодарі. Навчалася в місцевій мовній спецшколі № 36.
Закінчила Кубанський державний університет і Школу телевізійної майстерності Володимира Познера.

### Журналістська кар'єра
Із лютого 1999 по січень 2000 року — кореспондентка телерадіокомпанії «Краснодар». З кінця 1999 року висвітлювала бойові дії в Чечні. 2000 року призначена ведучою редакторкою інформаційних програм ТРК «Краснодар».
2001 року стала власною кореспонденткою ВДТРК у Ростові-на-Дону. Із наступного року працювала у ВДТРК у складі президентського пулу журналістів. Висвітлювала теракт у Беслані 2004 року.
У квітні 2005 року 25-річну Симоньян призначили головною редакторкою телеканалу «Russia Today» (RT). Вела програми на каналах РЕН ТВ («Что происходит?») і НТВ («Железные леди»). 31 грудня 2013 року призначена головною редакторкою міжнародного інформаційного агентства «Россия сегодня».
Із 2011 року — членкиня ради директорів Першого каналу. Віце-президент Національної асоціації телерадіомовників (НАТ), членкиня Академії Російського телебачення. 2010 року видала книгу «В Москву!». 2013 року ввійшла до топ-5 найвпливовіших жінок Росії в області медіа за підсумками 2012 р.
2014 року ввійшла до списку російських журналістів, яким заборонений в'їзд до України.
28 січня 2021 року публічно закликала владу РФ анексувати території України, підконтрольними ДНР і ЛНР.

## Особисте життя
Симоньян заявляла, що завжди насторожено ставилась до юридичного шлюбу: "Я надивилася на нещасних одружених жінок і з'явилася неприязнь до шлюбу". В одному з інтерв'ю 2012 року вона повідомляла, що протягом шести років перебуває в цивільному шлюбі з журналістом і продюсером Андрієм Благодиренком. Своїм захопленням Симоньян називала кулінарію.
З 2022 року Симоньян перебуває у шлюбі з режисером, продюсером і телеведучим Тиграном Кеосаяном (фактично живуть разом з 2012 року).
У серпні 2013 року народила дочкк Мар'яну Тигранівну, у вересні 2014 - сина Баграта Тиграновича, 19 жовтня 2019 дочку Маро Тигранівну. Симонян писала, що її діти Мар'яна і Баграт розмовляють п'ятьма мовами: російською, вірменською, англійською, французькою та китайською.
З початку нового 2013 року Симоньян має прізвисько «боброїдка», бо повідомила своїм підписникам: «Вперше в житті буду готувати бобра. Опитані експерти. У підсумку я зварю голову бобра з цибулею, морквою і лаврушкою для бульйону. Решту м'яса замариную на ніч у часнику, ягодах ялівцю та чорному перці, завтра посмажу, а потім протушкую в бульйоні до м'якості». Користувачам такі смаки здалися специфічними, адже бобер – тварина малопоширена в їжі.  . Особливо обурені передплатники почали робити меми, що поєднують зображення Симонян і бобра.

### Прояви психопатії
2 жовтня 2023 року російська пропагандистка Маргарита Симоньян заявила, що «десь над Сибіром» можна влаштувати термоядерний вибух. На її думку, це стане «ядерним ультиматумом», який допоможе у боротьбі із Заходом.

## Нагороди
- Медаль «За зміцнення бойової співдружності» (Міноборони Росії, 2005)
- Орден Дружби (2007)
- Орден Дружби (Південна Осетія, 2008)
- Медаль Мовсеса Хоренаці (Вірменія, 2010)
- Орден «За заслуги перед Вітчизною» IV ступеня (2014) — «за об'єктивність під час висвітлення подій у Криму».[23]
- Орден Олександра Невського (2019)[24]
- Премія Уряду Російської Федерації в галузі засобів масової інформації (23 грудня 2020 року) - за особистий внесок у розвиток засобів масової інформації [25]
- Орден Пошани (2022)[26]